# نخست‌وزیر ایتالیا
مقام ریاست شورای وزیران جمهوری ایتالیا (به ایتالیایی: Presidente del Consiglio dei ministri della Repubblica Italiana) که در ایتالیا به وی رئیس شورا و در دنیا با عنوان نخست‌وزیر ایتالیا شناخته می‌شود رئیس دولت ایتالیا به‌شمار می‌رود. این مقام توسط اصول ۹۲ تا ۹۶ قانون اساسی ایتالیا تشکیل شده‌است. نخست‌وزیر ایتالیا پس از هر انتخابات سراسری توسط رئیس‌جمهور منصوب می‌شود و باید رأی اعتماد پارلمان را به دست آورد. هم‌اکنون جورجا ملونی نخست‌وزیر ایتالیا است.

## نخست‌وزیران سابق در قید حیات
- ماریو دراگی
- جولیانو آماتو
- لامبرتو دینی
- رومانو پرودی
- ماسیمو دالما
- ماریو مونتی
- انریکو لتا
- ماتئو رنتسی
- پائولو جنتیلونی
- جوزپه کونته

## نگارخانه

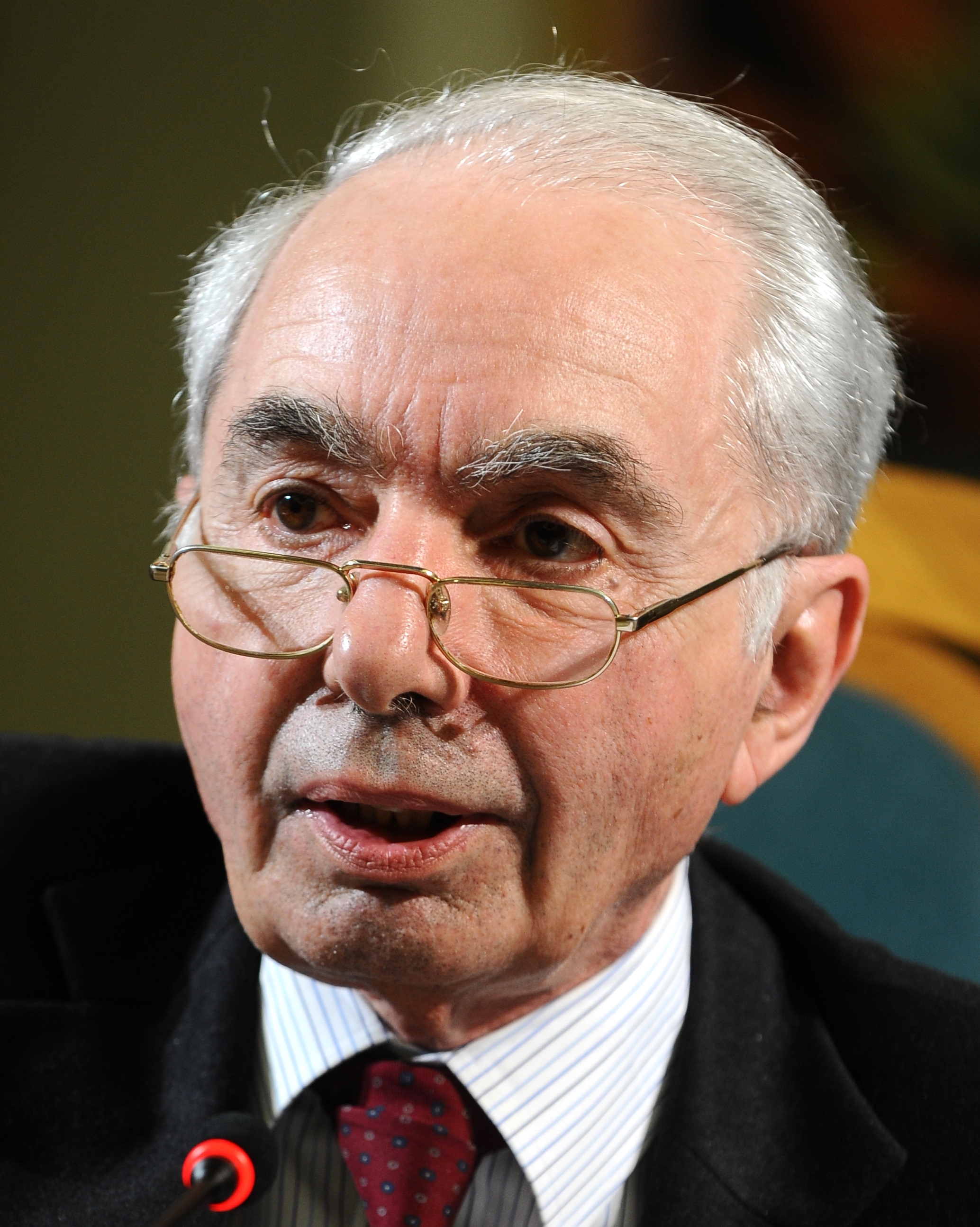
جولیانو آماتو
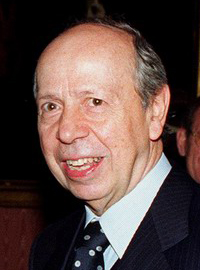
لامبرتو دینی (۱۹۹۵–۱۹۹۶)
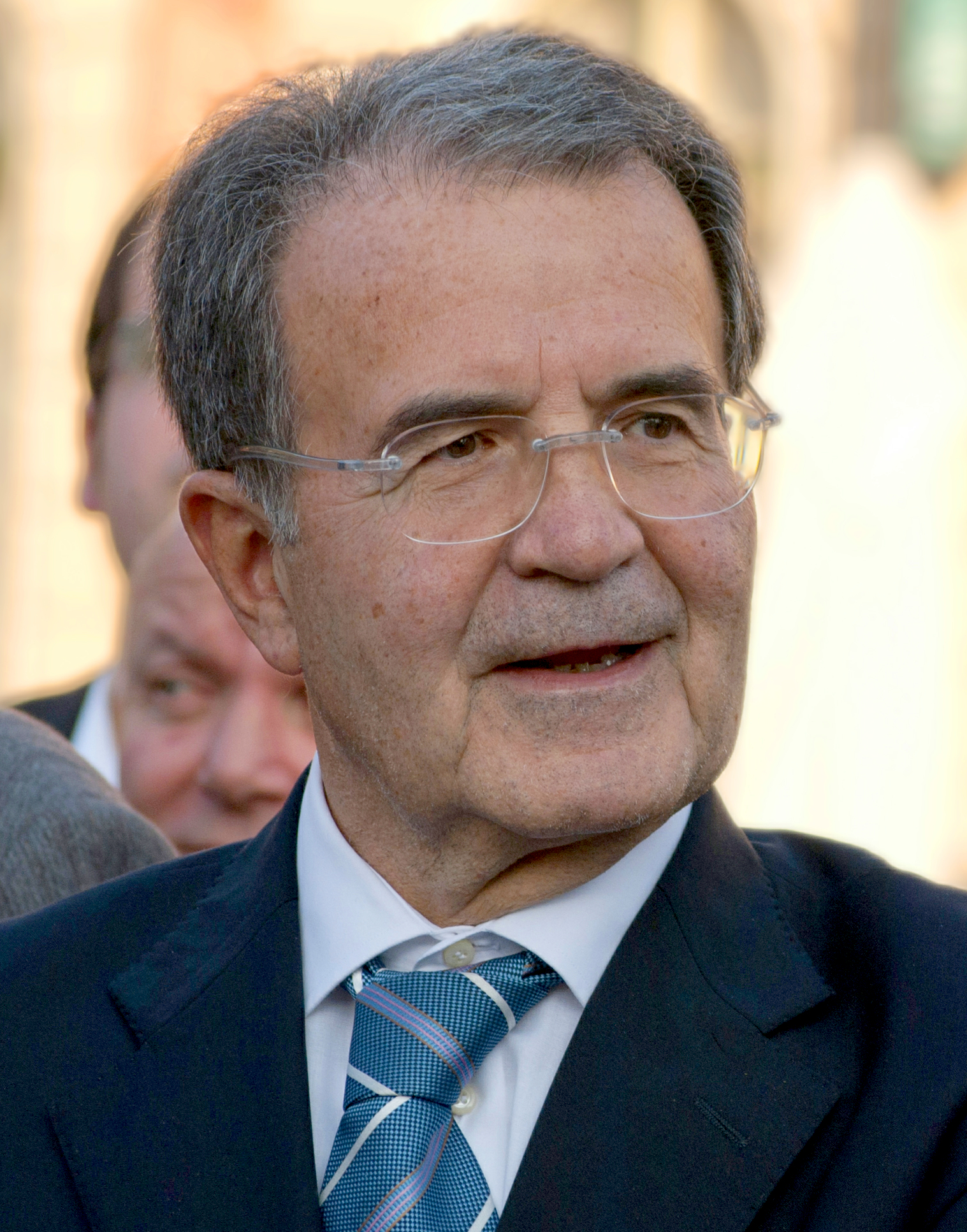
رومانو پرودی
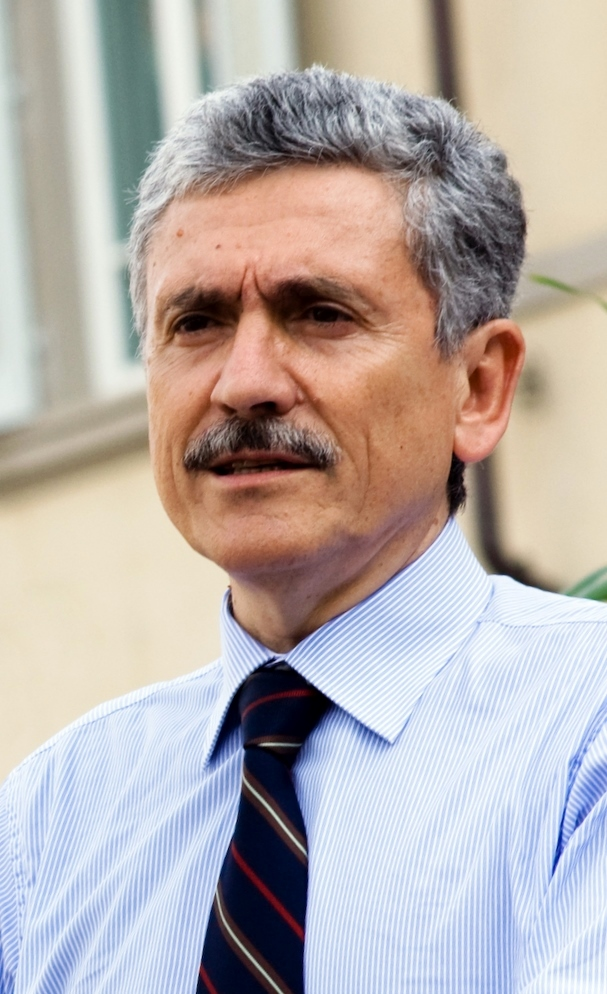
ماسیمو دالما (۱۹۹۸–۲۰۰۰)
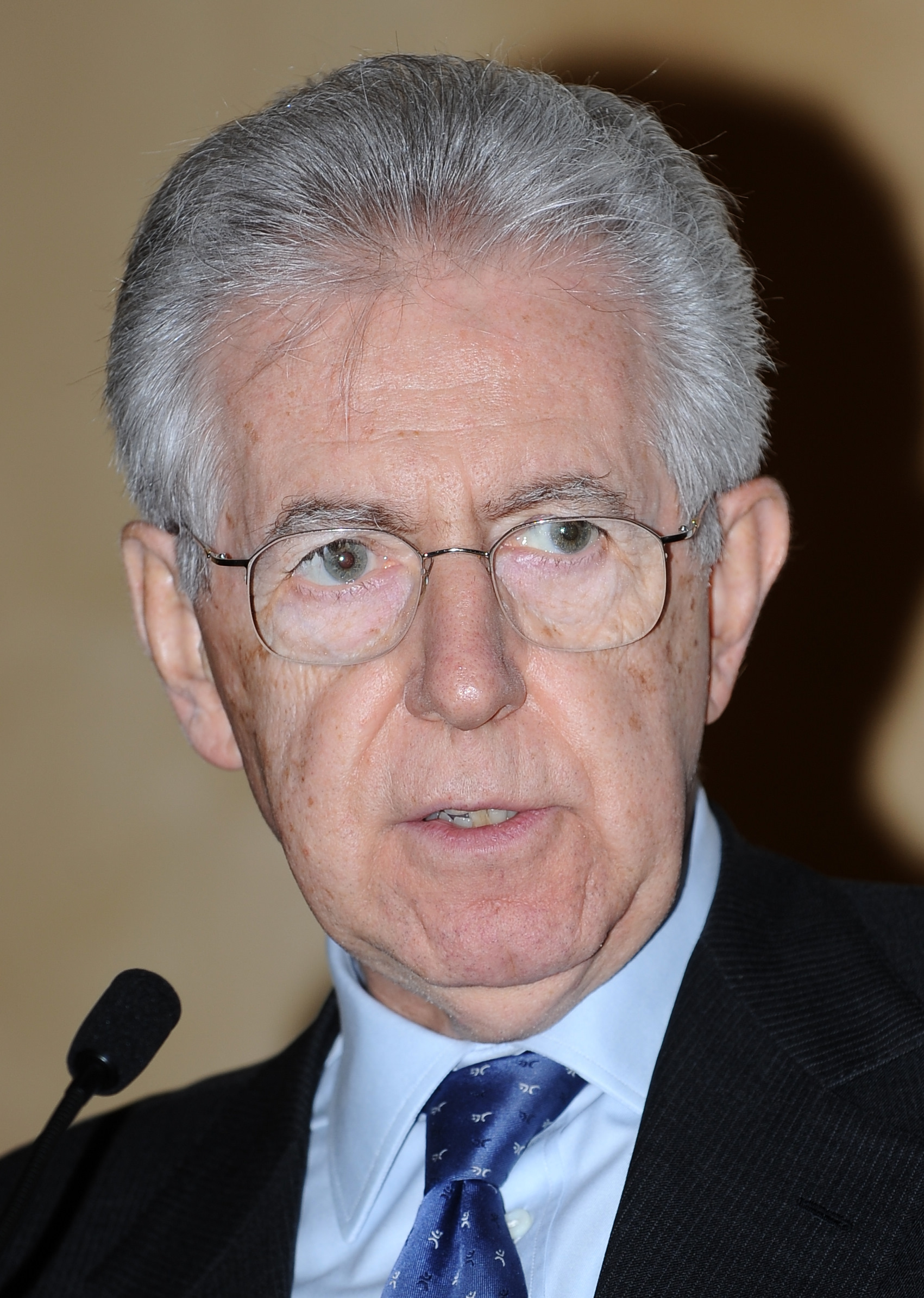
ماریو مونتی (۲۰۱۱–۲۰۱۳)
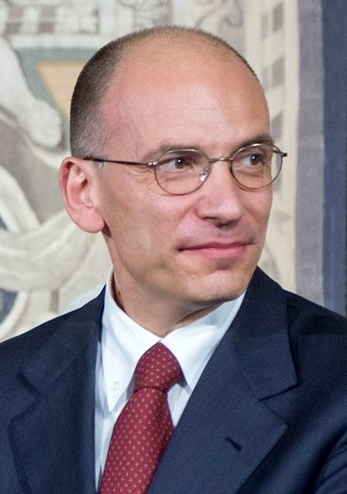
انریکو لتا (۲۰۱۳–۲۰۱۴)
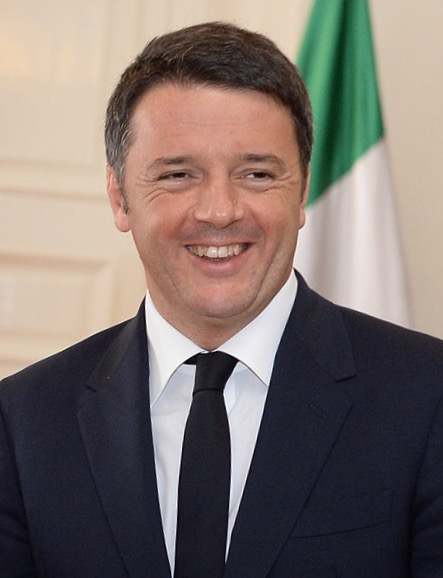
ماتئو رنتسی